# 影山湖街道
影山湖街道，是中华人民共和国贵州省遵义市播州区下辖的一个街道办事处。
2016年10月11日，贵州省人民政府批复同意设置影山湖街道，辖原南白镇的火车站社区、宝峰社区、和平社区、龙泉社区，办事处驻和平社区。

## 行政区划
影山湖街道下辖以下地区：
火车站社区、龙泉村、和平村和宝峰村。